# Arnold Diepen
Arnoldus Franciscus Diepen ('s-Hertogenbosch, 12 maart 1860 - aldaar, 18 maart 1943) was bisschop van het Bisdom 's-Hertogenbosch in de bloeiperiode van het Rijke Roomse Leven. Zijn wapenspreuk luidde Ad Jesum per Mariam. Diepen stond bekend om zijn zedelijkheidsvoorschriften. Hij werd bijgezet in de crypte van de Bisschopskapel op begraafplaats Orthen.

## Opleiding
Arnold Diepen werd geboren in Den Bosch als zoon van George Diepen en Maria J.H.A. Hermans. Arnold volgde de humaniora aan het college van Rolduc, van 1872 tot 1874 en daarna tot 1878 aan het kleinseminarie Beekvliet te St. Michielsgestel. Vervolgens studeerde Diepen van 1878 tot 1884 filosofie en theologie aan het grootseminarie te Haaren (Noord-Brabant). Na zijn priesterwijding werd hij leraar op Beekvliet en stichtte hij een kweekschool ter opleiding van katholieke onderwijzers, waarvan hij in 1895 rector werd. In 1915 werd Diepen hulpbisschop en in 1919 residerend bisschop van 's-Hertogenbosch, een functie die hij bekleedde tot aan zijn overlijden in 1943.

## Katholieke emancipatie
Na de Eerste Wereldoorlog was Diepen, als hulpbisschop, onder meer voorzitter van het RK Huisvestingscomité dat zich inzette voor hulp aan noodlijdende kinderen in met name Duitsland, Oostenrijk en Hongarije. In 1920 ondernam bisschop Diepen, op last van de Heilige Stoel, een apostolische visitatie in Denemarken, Noorwegen, Zweden en Finland die heeft bijgedragen aan een nieuwe organisatie van de katholieke kerk in Scandinavië.
De emancipatie van de Brabantse katholieken kreeg onder leiding van Diepen haar gezicht. In de periode 1920-1940 consacreerde Diepen meer dan 150 kerken en kapellen. Hiermee kwam hij tegemoet aan de groei van het aantal katholieken in zijn bisdom, vooral in de grote steden Eindhoven, Tilburg, 's-Hertogenbosch en Nijmegen. Dit ging gepaard met een sterke ontwikkeling van het katholieke onderwijssysteem en organisatieleven -geïnspireerd door de encycliek Quadragesimo Anno (1931)- en met veel priesterwijdingen en roepingen.

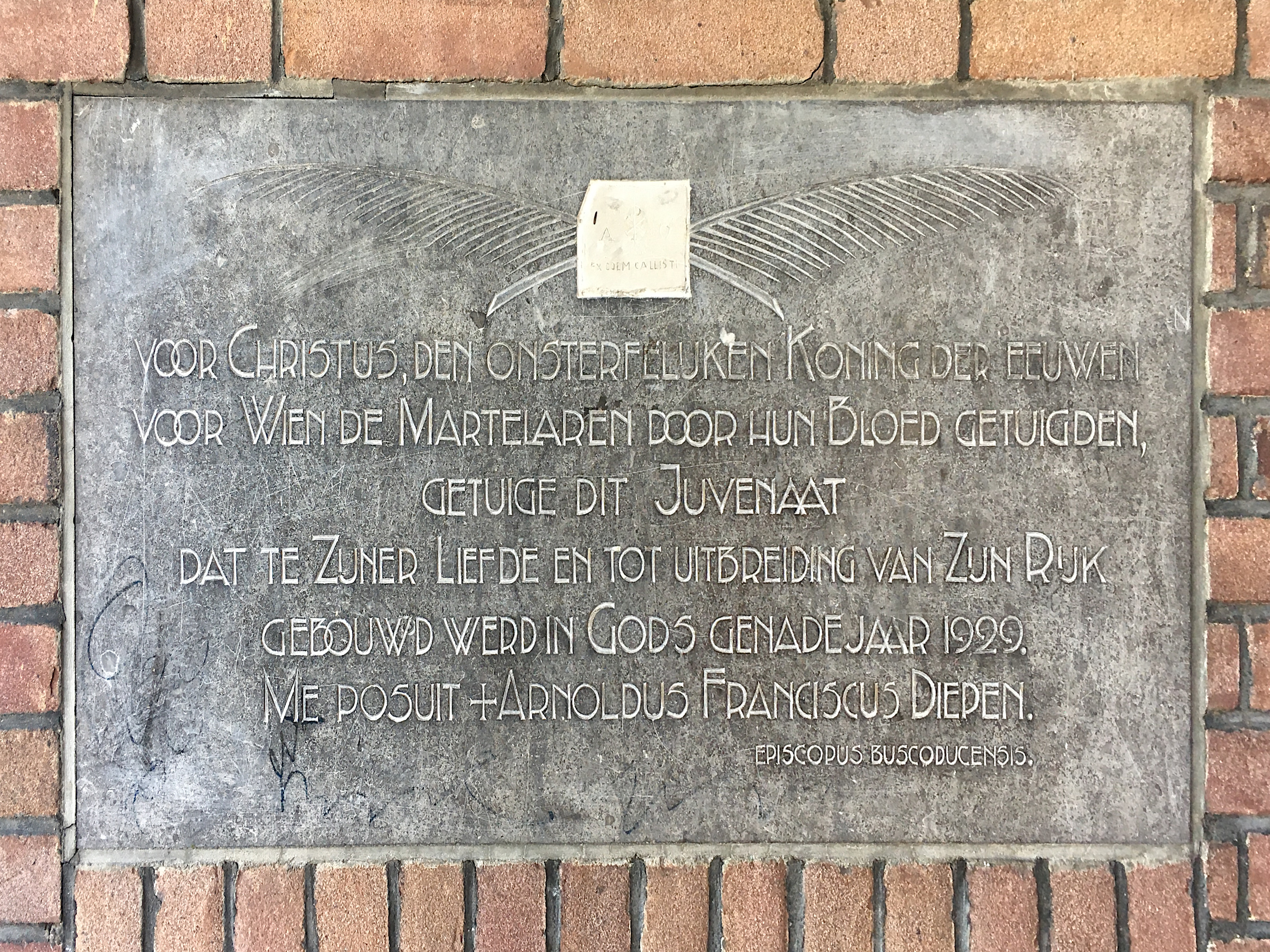
Gevelsteen voormalig missiehuis en seminarie

## Zedelijkheid
Diepen stond bekend als een van de meest fervente bestrijders van de onzedelijkheid, in het bijzonder de onzedelijke kleding. Diepen was vanaf de oprichting in 1904 bestuurslid van de zedelijkheidsvereniging Voor Eer en Deugd. In 1917 telde deze reeds 55 plaatselijke afdelingen met in totaal meer dan 10.000 leden. In herderlijke brieven van 1920 en 1926 gaf Diepen zijn geestelijken opdracht onzedelijk geklede meisjes en vrouwen te allen tijde uit de kerk te sturen en de communie te weigeren. In 1938 volgden strenge regels voor de sportkleding van katholieke vrouwen en meisjes. Zijn brieven moesten jaarlijks in alle kerken van het bisdom worden voorgelezen op de eerste zondag van de vastentijd, wat tot het einde van zijn episcopaat ook gebeurde. In Tilburg kreeg Diepen -zelf een telg uit een Tilburgs fabrikantengeslacht- op basis van zijn initialen de bijnaam Alles Flink Dicht. Maar de werkelijkheid was weerbarstig. De zedelijkheidsverenigingen verloren gaandeweg de jaren dertig reeds aan betekenis.